# L'incesto (film 1965)
L'incesto (Wälsungenblut) è un film drammatico del 1965, diretto da Rolf Thiele; basato sul racconto giovanile di Thomas Mann intitolato Sangue Welsungo. È stato presentato alla 15ª edizione del Festival internazionale del cinema di Berlino, dove è stato in concorso per l'Orso d'oro.

## Produzione
Il film fu prodotto dalla Franz Seitz Filmproduktion.

## Distribuzione
In Germania Ovest, la Columbia-Bavaria Filmgesellschaft lo distribuì a partire dal 21 gennaio 1965. Nel settembre dello stesso anno, il film venne presentato al Festival del cinema di Salonicco.